# Ценко Гавазов
Ценко Гавазов (5 октомври 1959 г.) е бивш български футболист, полузащитник. Легенда на Локомотив (Горна Оряховица), където преминава почти цялата му кариера с изключение на един сезон, в който играе за Спартак (Плевен).

## Биография
Гавазов е включен в първия състав на Локомотив (Горна Оряховица) през 1978 г. Играе за клуба в продължение на 6 сезона в Северната Б група.
През 1984 г., след като Локомотив изпада във В група, преминава в елитния Спартак (Плевен). Там обаче не успява да се наложи като титуляр и записва само 3 мача в А група през сезон 1984/85.
През лятото на 1985 г. Гавазов се завръща в Локомотив (Горна Оряховица). С негова помощ през сезон 1986/87 отборът печели промоция за елитната група. По време на кампанията той изиграва 37 мача и бележи 4 гола.
Преди да сложи край на кариерата си през 1991 г. играе и 4 сезона с Локомотив в А група. Има на сметката си общо 349 мача с 56 гола за клуба – 64 мача в А група и 285 мача с 56 гола в Б група.